# 김숭겸
김숭겸(金崇謙, 1682년 11월 28일(음력 10월 30일)~1700년 11월 30일(음력 10월 20일))은 조선 후기의 학자, 시인, 문인이다. 자는 군산(君山). 호는 관복암(觀復庵). 본관 안동(安東).

## 생애
영의정 김수항(金壽恒)의 손자이며, 역시 영의정을 지낸 김창집의 아우인 김창협의 아들이다. 어머니 연안 이씨는 이단상의 딸로, 인현왕후의 친정 오라비 민진후는 김숭겸에게 이모부가 된다. 김창흡 등은 그의 숙부가 된다.
김숭겸이 8세 때인 1689년(숙종 15) 기사환국(己巳換局)으로 서인 노당(老堂: 노론) 영수였던 조부 김수항이 사사(賜死)되자 청풍부사로 있던 아버지 김창집이 사직하여 영평(永平)에 은거할 때 함께 지냈다. 이후 1694년 갑술환국으로 김수항이 신원되고 김창협도 수 차례 관직이 제수되었지만 김창협이 모두 사직하였기에 김숭겸도 벼슬에 나서지 않고 영평(永平)의 백운산(白雲山)·봉은암(奉恩庵) 등에 은거하며 학문에 몰두하다가 19세의 젊은 나이로 요절했다. 그의 사후에 사촌형 김제겸의 셋째 아들 김원행이 양자로 입적하여 대를 이었다.

## 저서
- 《관복암시고》(觀復庵詩稿)